# Autoroute A10 (Portugal)
Pour les articles homonymes, voir Autoroute A10.
L'autoroute portugaise A10 relie l'  (CREL) à hauteur de Bucelas à l' à hauteur de Benavente en passant à proximité de Carregado.
Sa longueur est de 39 km.

## Péage
Cette autoroute est payante (concessionnaire: Brisa). Un trajet Alverca do Ribatejo-Benavente pour un véhicule léger coûte 2€30.

## Historique des tronçons
| Tronçon                          | État                 | km   |
| -------------------------------- | -------------------- | ---- |
| - Arruda dos Vinhos              | En service (09/2003) | 6,9  |
| Arruda dos Vinhos - Carregado () | En service (12/2006) | 5,9  |
| Carregado () - Benavente         | En service (07/2007) | 19,6 |
| Benavente -                      | En service (04/2005) | 7,4  |

## Trafic
| Section                          | Trafic en 2010 (véhicules/jour) |
| -------------------------------- | ------------------------------- |
| - Arruda dos Vinhos              | 10208                           |
| Arruda dos Vinhos - Carregado () | 8014                            |
| Carregado () - Benavente         | 5972                            |
| Benavente -                      | 2481                            |

## Capacité
| Section            | Capacité | Longueur |
| ------------------ | -------- | -------- |
| - Péage de Lezíria |          | 22 km    |
| Péage de Lezíria - |          | 17 km    |

## Itinéraire

Carte de l'A10

| Sorties                              | Villes                                 |
| ------------------------------------ | -------------------------------------- |
| 01                                   | Bucelas Alverca do Ribatejo            |
| 02                                   | Arruda dos Vinhos                      |
| 03                                   | Carregado-Santarém Vila Franca de Xira |
| Pont de Lezíria                      |                                        |
| Péage de Lezíria (Système Free-Flow) |                                        |
| 05                                   | Benavente Samora Correia               |
| 06                                   | Santarém Marateca                      |